# Shangshan (sockenhuvudort i Kina, Jiangxi Sheng, lat 28,95, long 114,16)
Shangshan är en sockenhuvudort i Kina. Den ligger i provinsen Jiangxi, i den sydöstra delen av landet, omkring 170 kilometer väster om provinshuvudstaden Nanchang. Antalet invånare är 12 455. Befolkningen består av 6 458 kvinnor och 5 997 män. Barn under 15 år utgör 24,0 %, vuxna 15-64 år 67 %, och äldre över 65 år 7,0 %.
Runt Shangshan är det ganska tätbefolkat, med 160 invånare per kvadratkilometer. Närmaste större samhälle är Zhajin, 9,9 km nordost om Shangshan. I omgivningarna runt Shangshan växer huvudsakligen savannskog.
Genomsnittlig årsnederbörd är 2 289 millimeter. Den regnigaste månaden är maj, med i genomsnitt 385 mm nederbörd, och den torraste är oktober, med 57 mm nederbörd.